# Сара Вотерс
Сара Вотерс (англ. Sarah Waters; нар.. 1966) — британська письменниця, романістка родом з Уельсу.

## Життєпис
Сара Вотерс народилася 21 липня 1966 року в маленькому портовому містечку Нейланд у валлійському графстві Пембрукшир. Батько працював інженером на нафтопереробному заводі, мати була домогосподаркою. Про дитинство в рідному домі й відносинах із сестрою Сара Вотерс зберегла найтепліші спогади; за її словами, в родині панували мир, любов і гармонія.
У дитинстві Сара писала вірші та оповідання на похмуро готичні теми, але ніколи серйозно не думала стати письменницею. Замість цього вона мріяла стати археологом. Ніхто в її родині не мав вищої освіти, але Сарі навчання давалося легко, і вона вже в школі була націлена на те, щоб вступити до університету й зробити академічну кар'єру.
Після школи Вотерс вивчала англійську літературу в університеті Кента. Ступінь магістра вона отримала в університеті Ланкастера, де захистила дипломну роботу на тему лесбійської історичної прози. Потім, у престижному Лондонському університеті королеви Марії, захистила докторську дисертацію під назвою «Вовча шкура й тога: історична проза лесбійок та геїв з 1870 року до наших днів». Працюючи над дисертацією, Вотерс вивчала порнографічні твори XIX століття, унаслідок чого в неї народився задум для свого першого роману, «Tipping the Velvet», писати який почала відразу ж після захисту.
До початку професійної письменницької діяльності працювала в книжкових магазинах і бібліотеках, а також викладала у Відкритому університеті.

## Літературна діяльність
Слава до Вотерс прийшла після написання лесбійського роману-бестселера «Tipping the Velvet» (вікторіанська алегорія кунілінгуса, дослівно: «Торкаючись оксамиту кінчиком язика»).
Її перу належить також роман «Affinity» (укр. Нитка, зіткана з темряви) (1999), який отримав Stonewall Book Award та Премію Сомерсета Моема. Наступні два романи письменниці, «Fingersmith» (2002) (укр. Тонка робота, в офіційному українському перекладі 2019 року: «Оксамитові пальчики»), який отримав Історичний кинджал у 2002 році, та «The Night Watch» (укр. Нічний дозор) (2006), були номіновані на найпрестижніші літературні премії: Букерівську премію та премію «Оранж».
У 2009 році вийшла книга «The Little Stranger» (укр. Маленький незнайомець), яка заробила для Вотерс третю номінацію на Букера.
Її останній роман «The Paying Guests» (укр. Постояльці) був виданий наприкінці 2014 року.
Книги Сари Вотерс перекладені багатьма мовами світу.

### Книги українською мовою
- Сара Вотерс. Оксамитові пальчики / Сара Вотерс ; пер. з англ. Дарини Березіної. — Харків: Віват, 2019. — 688 с. — Серія ≪Художня література≫, ISBN 978-966-942-826-4. ISBN 978-966-942-985-8 (укр.)

## Екранізації
- «Оксамитові ніжки» — мінісеріал 2002 року каналу BBC Two, знятий за романом «Оксамитові кігтики».
- «Оксамитові пальчики» — мінісеріал 2005 року, екранізація книги «Оксамитові пальчики».
- «Близькість» — екранізація роману «Нитка, зіткана з темряви», вийшла в 2008 році.
- «Нічний дозор» — телевізійна екранізація однойменного роману, вийшла на каналі BBC Two в 2011 році.
- «Служниця» — південнокорейський фільм 2016 року режисера Пак Чхан Ука, оснований на романі «Оксамитові пальчики».